# Lehtiluoto (ö i Satakunta, Björneborg)
Lehtiluoto är en ö i Finland. Den ligger i sjön Iso-Lankko och i kommunen Björneborg i den ekonomiska regionen  Björneborgs ekonomiska region  och landskapet Satakunta, i den sydvästra delen av landet, 220 km nordväst om huvudstaden Helsingfors. Öns area är 0,7 hektar och dess största längd är 170 meter i öst-västlig riktning.